# Реваз Арвеладзе
Реваз Арвеладзе (груз. რევაზ არველაძე; нар. 15 вересня 1969, Тбілісі, Грузинська РСР) — грузинський футболіст, півзахисник.

## Клубна кар'єра
Футбольну кар'єру розпочав 1988 року виступами в «Металурзі» (Руставі) у Другій лізі СРСР. по ходу сезону 1988 року перебрався до іншого друголігового клубу, «Локомотив» (Тбілісі). У 1989 році став гравцем першолігового тбіліського «Динамо», але в сезоні 1989 року не зіграв у вище вказаному турнірі не зіграв жодного матчу. Наступний сезон він провів в оренді в «Мартве» (Тбілісі), який виступав у новоствореній третій лізі Грузії. У 1991 році повернувся до вищолігового «Динамо» під назвою «Іберія» (Тбілісі). У сезоні 1991 року виграв з командою чемпіонат Грузії. У наступному сезоні клуб змінив назву на «Іберія-Динамо», Арвеладзе виграв з ним чемпіонат Грузії та Кубок Грузії. У сезоні 1992/93 років команда повернулася до назви «Динамо» й знову виграла золотий «дубль», тобто чемпіонат і кубок країни.
На початку 1994 року Арвеладзе приєднався до німецького «Кельна». У Бундеслізі Німеччини дебютував 16 лютого 1994 року в нічийному (1:1) поєдинку проти «Шальке 04». 13 березня 1994 року в переможному (3:1) поєдинку проти «Штутгарта» відзначився своїм єдиним голом у Бундеслізі. У футболці «Кельна» провів 7 матчів. Після завершення сезону 1993/94 років повернувся в тбільське «Динамо». Проте протягом наступного сезону перейшов до клубу німецької третьої ліги «Теніс Боруссія», де провів шість місяців.
Після цього Арвеладзе виступав в іншому клубі третього дивізіону, «Гомбург», а в 1996 році перейшов до бельгійського «Мехелена». У сезоні 1996/97 років зайняв разом з ним 17 місце в вищодму дивізіоні чемпіонату Бельгії і вилетів у другу лігу. Потім, однак, залишив клуб і повернувся до «Гомбурга». У команді провів сезон 1997/98 років. У сезоні 1999/2000 грав у Другій Бундеслізі за «Рот-Вайс» (Обергаузен), а на початку 2000 року перейшов у тбіліське «Динамо», де того ж року завершив кар'єру.

## Кар'єра в збірній
У футболці національної збірної Грузії дебютував 2 вересня 1992 року в програному (0:1) товариському матчі проти Литви. 11 червня 1994 року в програному (1:5) товариському поєдинку проти Нігерії відзначився своїм єдиним голом у складі національної збірної. У 1992—2000 році зіграв 11 матчів за збірну Грузії.

### Статистика зіграних матчів
| національна збірна Грузії |       |      |
| Рік                       | Матчі | Голи |
| 1992                      | 2     | 0    |
| 1994                      | 3     | 0    |
| 1995                      | 1     | 0    |
| 1996                      | 3     | 0    |
| 2000                      | 2     | 0    |
| Загалом                   | 11    | 0    |

## Кар'єра тренера та функціонера
У 2000 році став наймолодшим тренером в історії «Динамо» (Тбілісі), а в березні 2001 року — президентом клубу. У жовтні того ж року покинув клуб за власним бажанням. У 2003 році він також тренував молодіжної збірної Грузії та клуб «Локомотив» (Тбілісі). 
У 2004 році став віце-президентом Грузинської футбольної асоціації. З 2009 року працює генеральним секретарем Федерації футболу Грузії, у липні 2011 року переобраний на цю посаду

## Особисте життя
Старший брат грузинських футболістів Арчіла та Шоти Арвеладзе. Молодший син Вато також професіонально займається футболом.
Дядьком братам Арвеладзе припадає Вахтанг Кікабідзе, тіткою — Кеті Долідзе

## Титули і досягнення
- Чемпіон Грузії (4):

«Іберія»/«Динамо» (Тбілісі): 1991, 1991-92, 1992-93, 1994-95
- Володар Кубка Грузії (3):

«Іберія»/«Динамо» (Тбілісі): 1991-92, 1992-93, 1994-95